# You Can't Do That on Stage Anymore, Vol. 4
You Can't Do That on Stage Anymore, Vol. 4 е двоен компактдиск от изпълнения на живо на Франк Запа, записани в периода 1969-1988 г.

### Диск едно
1. Little Rubber Girl (Запа, Дени Уели)
  - Интрото е записано в Bismarck Theater, Чикаго, Илиноис на 23 ноември 1984; песента е записана в The Palladium, Ню Йорк на 31 октомври 1979
2. Stick Together
  - Записана в Queen Elizabeth Theatre, Ванкувър през ноември 1984
3. My Guitar Wants to Kill Your Mama
  - Записана в Universal Amphitheater, Калифорния на 23 декември 1984
4. Willie the Pimp
  - Записана в Universal Amphitheater, Калифорния на 23 декември 1984
5. Montana
  - Записана в The Roxy Theatre, Лос Анджелис на 8-10 декември 1973 и в Universal Amphitheater на 23 декември 1984.
6. Brown Moses
  - Записана в Universal Amphitheater, 23 декември 1984
7. The Evil Prince
  - Записана в Queen Elizabeth Theatre, 18 декември 1984, с изключение на китарното соло – Hammersmith Odeon, Лондон, 24–26 септември 1984
8. Approximate
  - Записана в Stadio Communale, Италия, 8 юли 1982
9. Love of My Life
  - Записана в Mudd Club, Ню Йорк, 8 маи 1980
10. Let's Move to Cleveland (сола, 1984)
  - Записана в Fine Arts Center Concert Hall, Масачузетс, 28 октомври 1984
11. You Call That Music?
  - Записана в McMillin Theater, Колумбийския университет, Ню Йорк, 14 февруари 1969
12. Pound for a Brown (сола, 1978)
  - Записана в The Palladium, Ню Йорк, 28 октомври 1978
13. The Black Page
  - Записана в Queen Elizabeth Theatre, Ванкувър 18 декември 1984, с изключение на китарното соло – The Pier, Ню Йорк, 26 август 1984
14. Take Me Out to the Ball Game (Джак Норворт, Алберт Фон Тилзер)
  - Записана в Pabellón de los Deportes de La Casilla, Билбао, Испания, 13 маи 1988
15. Filthy Habits
  - Записана в Pabellón de los Deportes de La Casilla, Билбао, Испания, 13 маи 1988 и в Le Summum, Гренобъл, Франция, 19 маи 1988
16. The Torture Never Stops (оригинална версия)
  - Записана в Armadillo World Headquarters, Остин Тексас, 21 маи 1975

### Диск две
1. Church Chat
  - Записана в Parc des Expositions, Мец, Франция, 22 юни 1982
2. Stevie's Spanking
  - Записана в Ex Mattatorio do Testaccio, Рим, Италия, 9 юни 1982
3. Outside Now
  - Записана в Tower Theater, Пенсилвания, 10 ноември 1984
4. Disco Boy
  - Записана в Olympiahalle, Мюнхен, Германия, 26 юни 1982
5. Teen-Age Wind
  - Записана в Olympiahalle, Мюнхен, Германия, 26 юни 1982
6. Truck Driver Divorce
  - Записана в Hammersmith Odeon, Лондон, 24–26 септември 1984 и Paramount Theatre, Сиатъл Вашингтон, 17 декември 1984, с изключение на китарното соло – Olympiahalle, Мюнхен, Германия 26 юни 1982
7. Florentine Pogen
  - Записана в Kulttuuritalo, Хелзинки, Финландия, 22 септември 1974 и в Hammersmith Odeon, Лондон, Англия, 18 февруари 1979
8. Tiny Sick Tears
  - Записана в The Factory, Ню Йорк, 13 февруари 1969
9. Smell My Beard (Джордж Дюк, Запа)
  - Записана в Capitol Theatre, Ню Джърси, 8 ноември 1974
10. The Booger Man (Duke, Napoleon Brock, Zappa)
  - Записана в Capitol Theatre, Ню Джърси, 8 ноември 1974
11. Carolina Hard-Core Ecstasy
  - Записана в Paramount Theatre, Сиатъл, Вашингтон, 17 декември 1984
12. Are You Upset?
  - Записана в Fillmore East, Ню Йорк, 21 февруари 1969
13. Little Girl of Mine (Морис Леви, Хърбърт Кокс)
  - Записана в Детройт Мичиган, 24 август 1984
14. The Closer You Are (Earl Lewis, Morgan Robinson)
  - Записана в Bayfront Center Arena, Санкт Петербург, Флорида 1 декември 1984 и в Детройт, Мичиган, 24 август 1984
15. Johnny Darling (Louis Statton, Johnny Statton)
  - Записана в Детройт, Мичиган, 24 август 1984
16. No, No Cherry (L. Caesar, J. Gray)
  - Записана в Детройт, Мичиган, 24 август 1984
17. The Man from Utopia (Donald Woods, Doris Woods)
  - Записана в Stadio Comunale, Пистоя, Италия, 8 юли 1982
18. Mary Lou (Obie Jessie)
  - Записана в Stadio Comunale, Пистоя, Италия, 8 юли 1982